# Inhuman Rampage
Inhuman Rampage är det brittiska power metal-bandet Dragonforces tredje studioalbum, utgivet i december 2005 på Victor i Japan och i Europa i januari 2006 på Noise Records. Skivan producerades av bandmedlemmarna Herman Li, Sam Totman och Vadim Pruzhanov.
Basisten Adrian Lambert spelade på albumet, men lämnade bandet innan det släpptes.
Inhuman Rampage innebar bandets genombrott för en större publik. "Through the Fire and Flames" var med i tv-spelet Guitar Hero III: Legends of Rock, och skivan tog sig in på Billboard-listan på plats 103. Med över 60 000 sålda exemplar uppnådde albumet silverstatus i Storbritannien och 2017 hade det uppnått guldstatus i USA med över 500 000 sålda skivor. År 2016 inkluderade hårdrocksmagasinet Metal Hammer Inhuman Rampage på sin lista om tio "oumbärliga" power metal-album.
"Through the Fire and Flames" och "Operation Ground and Pound" släpptes som singlar med tillhörande musikvideor.

## Låtlista
1. "Through the Fire and Flames" – 7:24
2. "Revolution Deathsquad" – 7:52
3. "Storming the Burning Fields" – 5:19
4. "Operation Ground and Pound" – 7:44
5. "Body Breakdown" – 6:58
6. "Cry for Eternity" – 8:12
7. "The Flame of Youth" – 6:41
8. "Trail of Broken Hearts" – 5:56

Bonusspår på den japanska utgåvan
1. "Lost Souls in Endless Time" – 6:22

## Medverkande
Musiker
- ZP Theart – sång
- Herman Li – gitarr, bakgrundssång
- Sam Totman – gitarr, bakgrundssång
- Adrian Lambert – basgitarr
- Vadim Pruzhanov – keyboard, piano, bakgrundssång
- Dave Mackintosh – trummor, bakgrundssång

Bidragande musiker
- Clive Nolan – bakgrundssång
- Lindsay Dawson – skriksång

Produktion
- Herman Li – producent, inspelningstekniker, mixning, omslagskonst, albumkonst
- Sam Totman – producent, mixning
- Vadim Pruzhanov – producent, mixning
- Karl Groom – inspelningstekniker, mixning
- Eberhard Köhler – mastering
- Chie Kimoto – omslagskonst
- Daniel Bérard – omslagskonst
- Marisa Jacobi – grafisk design
- Axel Jusseit – foto